# Rhytiphora laterivitta
Rhytiphora laterivitta là một loài bọ cánh cứng trong họ Cerambycidae.